# Petit flambloyant
Taxons concernés
Petit flambloyant peut faire référence au deux espèces d’arbres ou arbustes de la famille des Fabacées (Fabaceae) suivants :
- Bauhinia multinervia[1]
- Caesalpinia pulcherrima[2]